# Expo 22
Expo 22 was een Belgisch radioprogramma waarin presentatoren Korneel De Clercq en Sien Wynants op zoek gingen naar de 100 meest iconische Belgische objecten. Het werd tijdens de zomervakantie van 2022 uitgezonden op Radio 1. De objecten werden opgenomen in een virtuele tentoonstelling. Ook werden de objecten een week lang tentoongesteld in het Mas.

## Verloop van het programma
Naar aanloop van de uitzending van het programma, mochten luisteraars voorstellen doen om Belgische iconische objecten op te nemen in de lijst. Tijdens het programma, werden enkele van die voorstellen besproken door experten en Bekende Vlamingen.
Het resultaat was een luistermuseum en tentoonstelling over objecten die zowel de historische als hedendaagse cultuur en identiteit in Vlaanderen, doorheen al zijn facetten, mee hielp vormgeven.

## Opgenomen objecten

### Producten
- Frisk muntjes
- Bicky Burger
- Geuze

### Uitvindingen

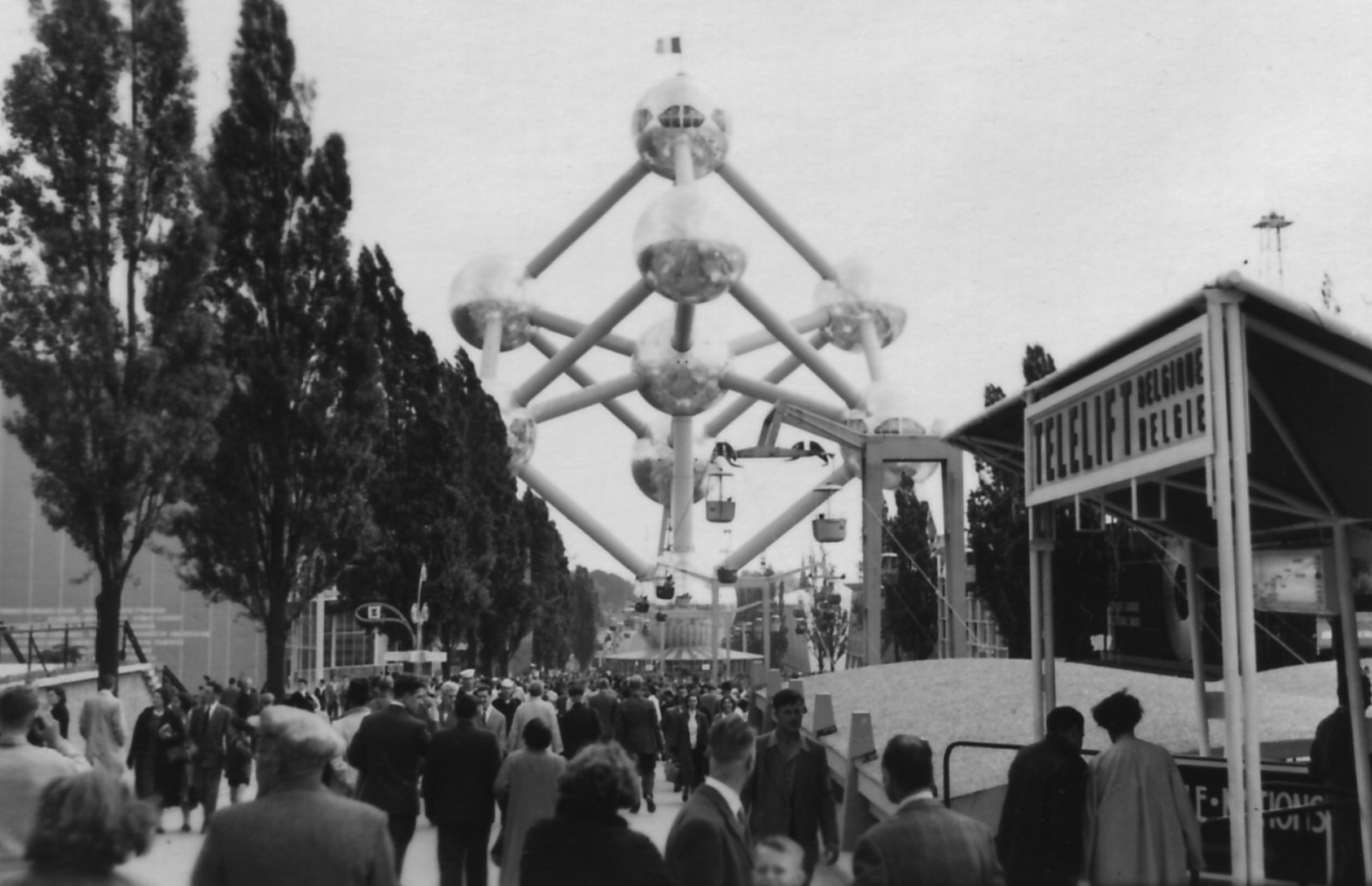
Een stuk van het originele Atomium
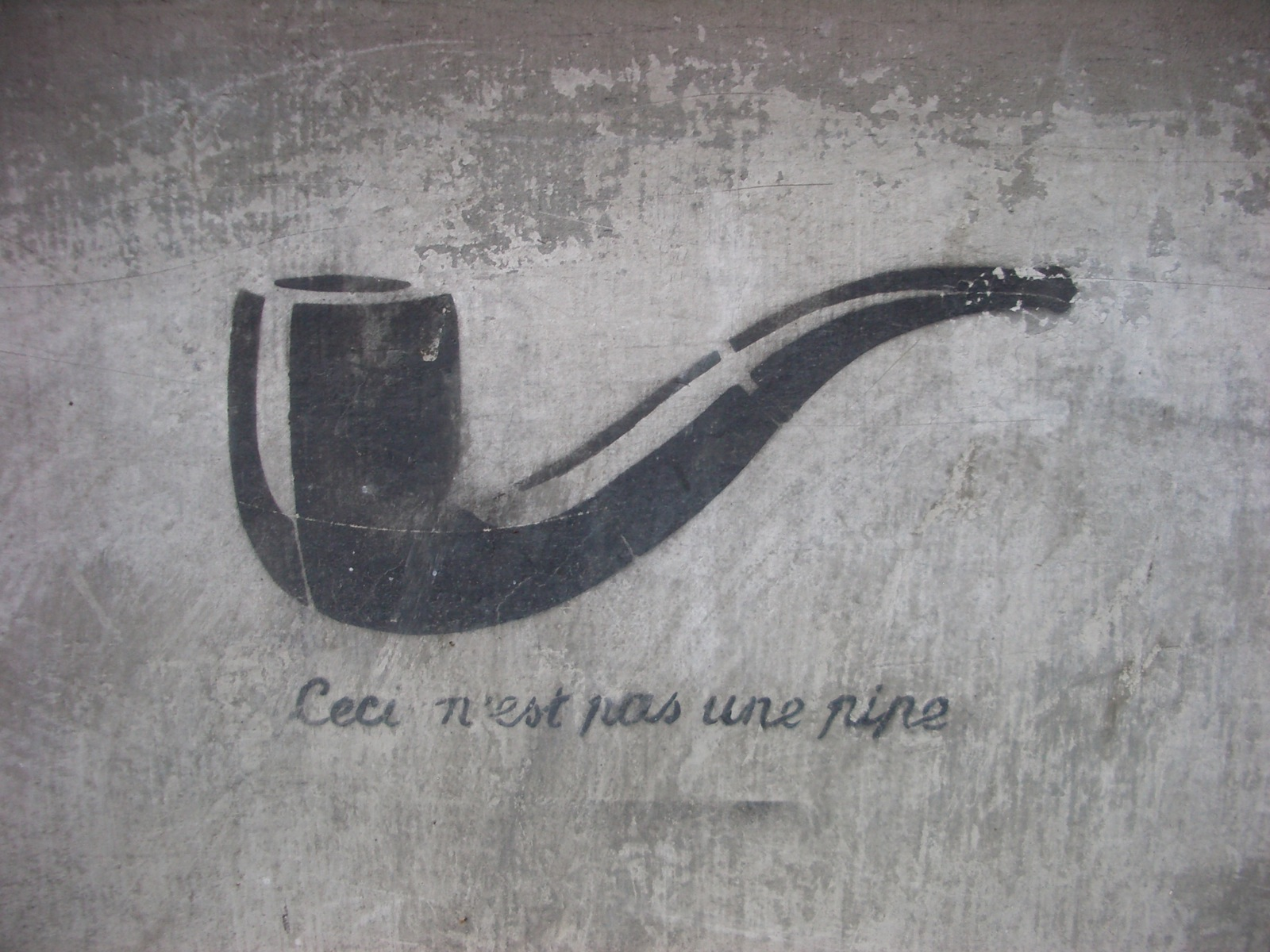
Een graffiti-versie van Ceci N'est pas un pipe in Boekarest.
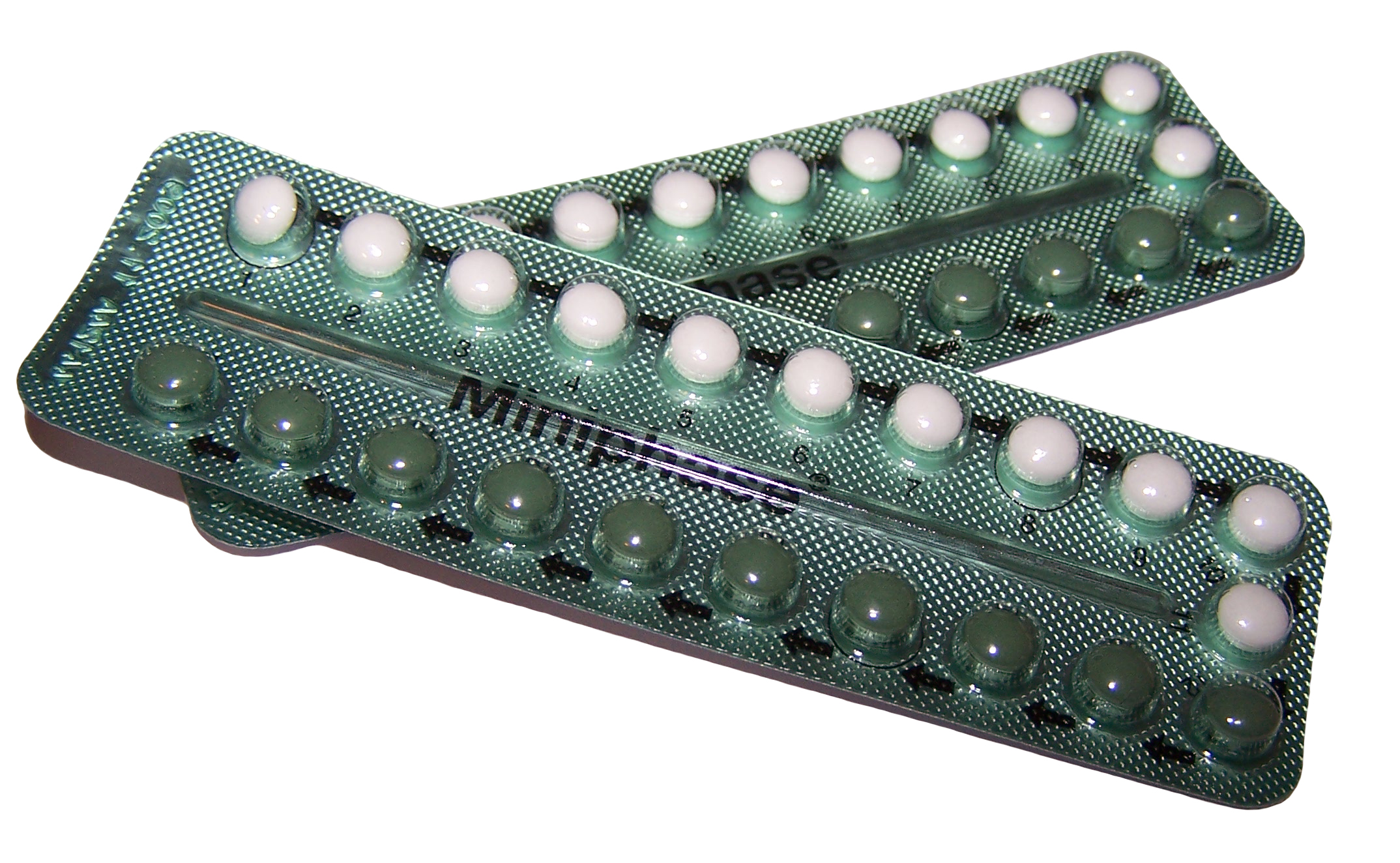
De anticonceptiepil (dr. Ferdinand Peeters)
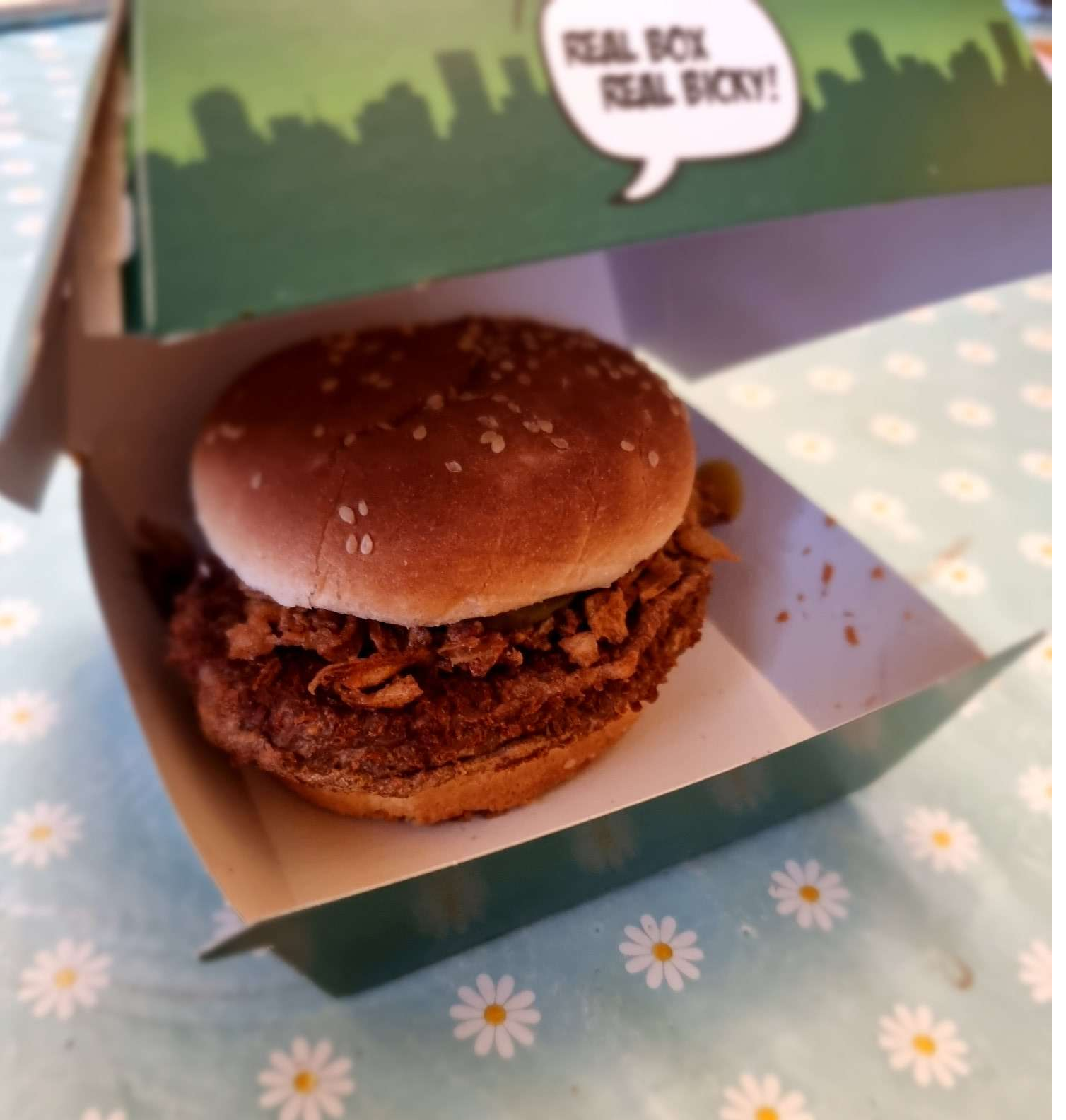
Een Bicky Burger
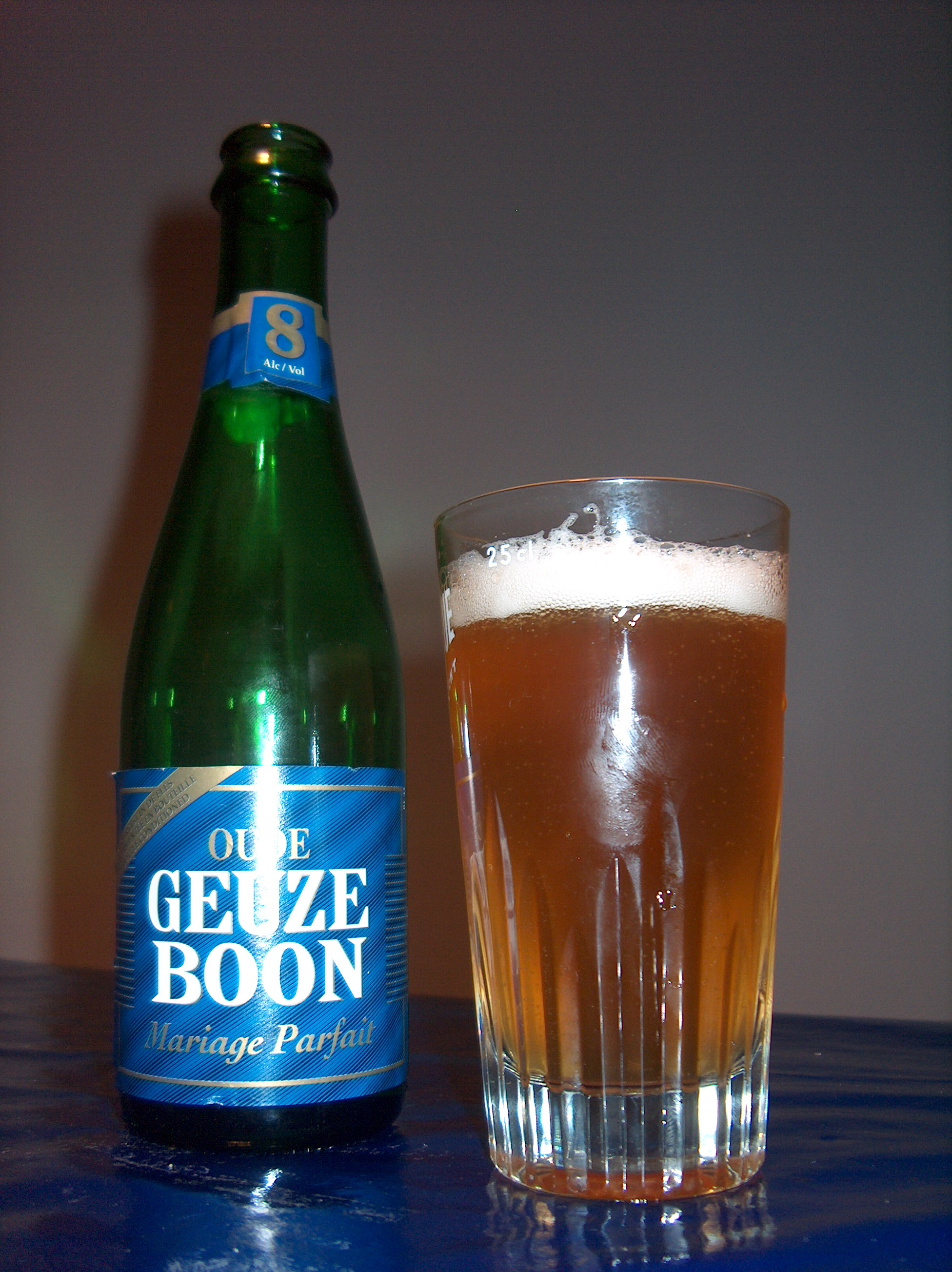
Een fles Geuze van Brouwerij Boon
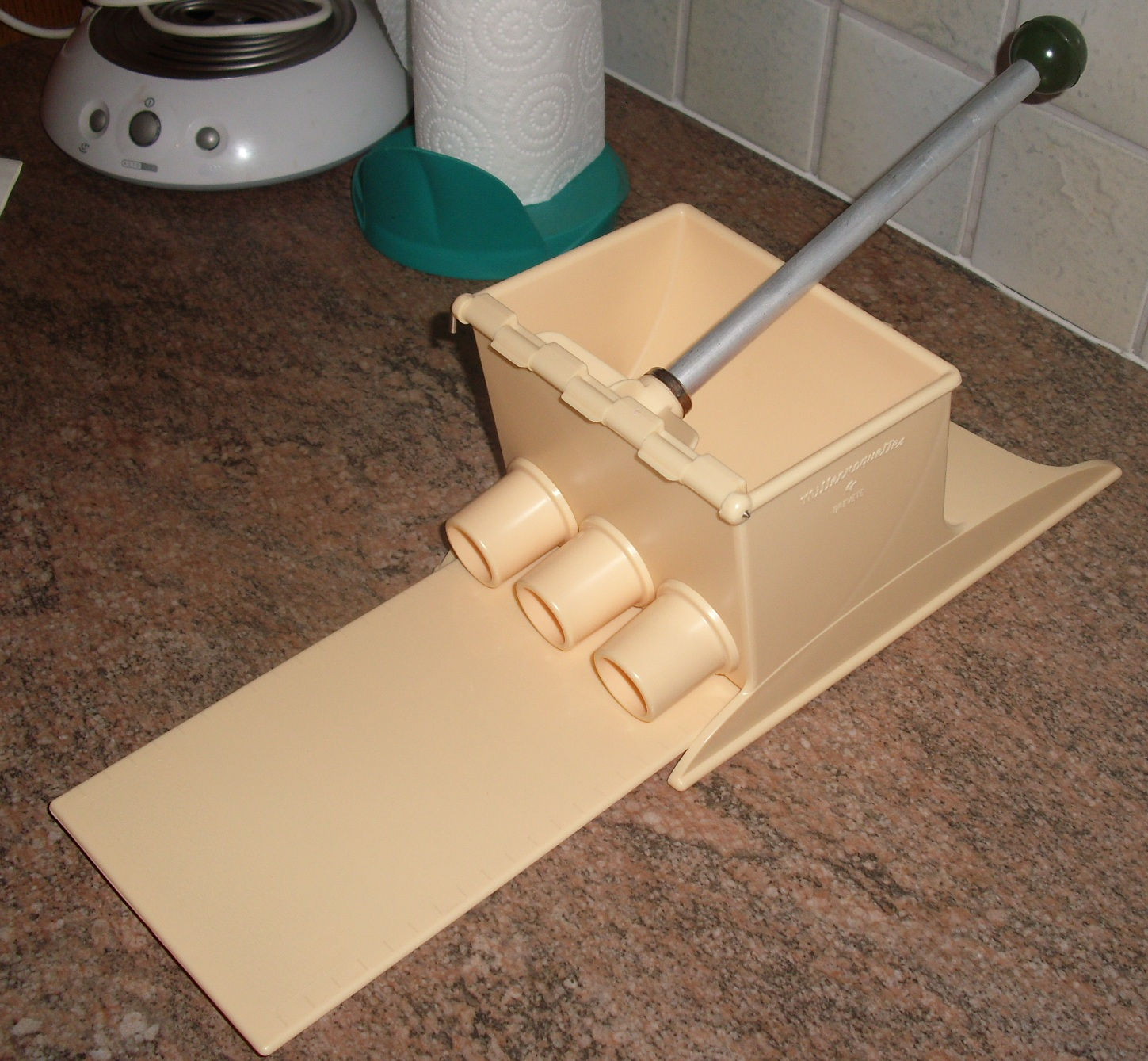
De Millecroquettes

### Kunst
- Ceci n'est pas une pipe van René Magritte